# قائمة إصدارات المعاجم التكنولوجية التخصصية
سلسلة المعاجم التكنولوجية التخصصية هي سلسلة مُعجمات متعددة اللغات متخصصة بفروع الهندسة التطبيقية صدرت تزامناً عن مؤسسة الأهرام في القاهرة والمؤسسة الشعبية للتأليف في لايبزيغ في جمهورية ألمانية الديمقراطية على الترتيب، بين عامي 1973 و1988م.
بلغ عدد إصدارات هذه السلسلة 19 معجماً، ولم يُذكر عليها أي ترقيمٍ للإصدارات والقائمة هنا مرتبة حسب تاريخ الإصدار. بدأت معجمات هذه السلسلة بمعجم عام تناول مصطلحات التقانة الرئيسة، ثم تناولت سائر أجزاء هذه السلسلة مواضيع هندسية شتى مثل: اللحام وآلات الورشة والتبريد وهندسة الطيران وغير ذلك. كانت معاجم هذه السلسلة متعددة اللغات ورتبت مادتها المعجمية حسب الألفبائية الإنكليزية، وذكر إلى جانب كل مفردة مقابلها العربي والفرنسي والألماني مع نص تعريف مختصر بالعربية.
صدر العدد الأول في سنة 1973م، واستمر بعدها صدور الأعداد تباعاً صدوراً غير منتظم في السنوات العشرة التالية حتى صدر العدد 18 في سنة 1983، لتحتجب السلسلة بعدها عن الصدور حتى سنة 1988م عندما صدر "معجم مصطلحات الهندسة المدنية"، وهو آخر أعداد هذه السلسلة والعدد الوحيد فيها الذي له مُعرِّف مميز من النظام القياسي الدولي لترقيم الكتب.
رسم أغلفة الأعداد الفنان الألماني كارل هاينز بيرنكر [الألمانية] وأشرف على إصدار أعداد هذه السلسلة كلها أنور محمود عبد الواحد، في حين عمل على إعدادها فريق من المختصين ذُكِر اسم كل منهم في العمود الرابع في القائمة مع بيان دوره كما ورد في الكتاب: تصنيف أو تحرير أو مراجعة أو تقديم. كما ذُكِر في العمود الثالث مُعرِّف الكتاب لدى مركز المكتبة الرقمية على الإنترنت.

## القائمة
| الرقم التسلسلي | غلاف الكتاب | الاسم                               | تاريخ الإصدار | معرف الكتاب (OCLC) | ملاحظات |
| -------------- | ----------- | ----------------------------------- | ------------- | ------------------ | --- |
| 1              |             | معجم المصطلحات التكنولوجية الأساسية | 1973          | 14976067           | - تصنيف: حماد يوسف حماد، محمود فوزي عبد العزيز، محمد عبد المجيد نصار - تقديم: حسن مرعي - صدرت للكتاب طبعة ثانية في سنة 1984. (254455290) |
| 2              |             | معجم مصطلحات التكنولوجيا الكيميائية | 1974          | 16839726           | - تصنيف: يحيى مصطفى العجماوي، حسن محمود اسماعيل - تقديم: حسن مرعي                                                                        |
| 3              |             | معجم مصطلحات الحديد والصلب          | 1974          | 14064846           | - تصنيف: محمد عبد العزيز خطاب، أنور محمود عبد الواحد - تقديم: حسن مرعي                                                                   |
| 4              |             | معجم مصطلحات الهندسة الكهربائية     | 1975          | 16839565           | - تصنيف: أحمد مختار شافعي - تقديم ومراجعة : محمد فهيم صقر                                                                                |
| 5              |             | معجم مصطلحات الصناعات النسجية       | 1975          | 1103837477         | - تصنيف: عبد المنعم صبري، رياض صالح شرف - تقديم: حسن مرعي                                                                                |
| 6              |             | هندسة الطيران                       | 1975          | 16139246           | - تصنيف: محمد عبد المجيد الزميتي - تقديم: أنور محمود عبد الواحد                                                                          |
| 7              |             | العمارة وإنشاء المباني              | 1976          | 16616232           | تقديم وتصنيف وتعريف: توفيق أحمد عبد الجواد - صدرت للكتاب طبعة ثانية سنة 1985 (917978238)                                                 |
| 8              |             | آلات الورش                          | 1977          | 43499149           | تصنيف: محمد عبد الناصر قديم |
| 9              |             | الهندسة الزراعية                    | 1977          | 12102990           | - تصنيف: محمد عبد المجيد نصار - تقديم: حسن مرعي                                                                                          |
| 10             |             | هندسة السيارات                      | 1978          | 19300947           | - تصنيف: محمد عبد المجيد نصار - مراجعة: أنور محمود عبد الواحد - تقديم: حسن مرعي                                                          |
| 11             |             | معجم تشكيل المعادن                  | 1978          | 18852455           | تصنيف: أنور محمود عبد الواحد |
| 12             |             | التبريد وتكييف الهواء               | 1979          | 17814642           | تصنيف وتقديم: أنور محمود عبد الواحد |
| 13             |             | الراديو والتلفزيون والفيديو         | 1980          | 19374024           | تصنيف وتعريف: بدران محمد بدران |
| 14             |             | تكنولوجيا البلاستيك                 | 1980          | 16918516           | - تصنيف وتعريف: حمدي يسن الدسوقي - مراجعة وتحرير: أنور محمود عبد الواحد                                                                  |
| 15             |             | معجم الحراريات والأفران الصناعية    | 1981          | 12274185           | - تصنيف وتعريف: حمدي يسن الدسوقي، أمين أحمد قاسم - مراجعة وتحقيق: أنور محمود عبد الواحد                                                  |
| 16             |             | تكنولوجيا الطباعة                   | 1981          | 18171964           | - تصنيف وتعريف: إسماعيل شوقي، علي محمود رشوان - مراجعة: أنور محمود عبد الواحد                                                            |
| 17             |             | معجم تكنولوجيا اللحام               | 1982          | 11344997           | - تصنيف: إسماعيل شوقي - مراجعة: أنور محمود عبد الواحد                                                                                    |
| 18             |             | هندسة الاتصالات السلكية واللاسلكية  | 1983          | 13092692           | - تصنيف وتعريف: أحمد مختار شافعي - مراجعة وتحرير: أنور محمود عبد الواحد                                                                  |
| 19             |             | معجم مصطلحات الهندسة المدنية        | 1988          | 20291931           | تصنيف وتعريف: أنور محمود عبد الواحد |